# Atletica leggera maschile ai Giochi della XVII Olimpiade
Ai Giochi della XVII Olimpiade di Roma 1960 sono stati assegnati 24 titoli nell'atletica leggera maschile.

## Calendario
| Gare       |              |              |              |   |                         |                         |                   |                   |   |          |    |    |
| 100 m      | 100 m        | 200 m        | 200 m        |   |                         |                         | Staffetta 4x100 m | Staffetta 4x100 m |   |          | 24 |    |
|            |              |              | 400 m        |   | 400 m                   | 400 m                   | Staffetta 4x400 m | Staffetta 4x400 m |   |          | 24 |    |
| 800 m      | 800 m        | 800 m        | 1500 m       |   |                         | 1500 m                  |                   |                   |   |          | 24 |    |
| 5000 m     | 3000 m siepi | 5000 m       | 3000 m siepi |   |                         |                         |                   | 10.000 m          |   |          | 24 |    |
| 400 m ost. | 400 m ost.   | 400 m ost.   | 110 m ost.   |   | 110 m ost.              |                         |                   |                   |   |          | 24 |    |
|            |              | Marcia 20 km |              |   |                         |                         | Marcia 50 km      |                   |   | Maratona | 24 |    |
|            | Alto         | Lungo        |              |   | Asta                    | Triplo                  | Asta              |                   |   |          | 24 |    |
| Peso       |              | Martello     | Martello     |   |                         | Disco                   | Disco             |                   |   |          | 24 |    |
|            |              |              |              |   | Decathlon (1ª giornata) | Decathlon (2ª giornata) | Giavellotto       | Giavellotto       |   |          | 24 |    |
|            |              |              |              |   |                         |                         |                   |                   |   |          |    |    |
| Titoli     | 1            | 2            | 5            | 3 | -                       | 1                       | 4                 | 3                 | 4 | -        | 24 | 24 |

|  | Qualificazioni |  | Finali |

Si osserva un turno di riposo di domenica, come in due recenti edizioni svoltesi in Paesi di lingua inglese: Londra 1948 e Melbourne 1956.

Se il riposo di domenica è facilmente spiegabile, meno comprensibile è che il programma non preveda gare il venerdì e ne preveda una soltanto il sabato. In pratica il programma si conclude giovedì 8 e la Maratona è un extra, un “fuori programma”.

È comunque strano che gli organizzatori abbiano scelto come giorno conclusivo di gare un giovedì.

Entrando più in dettaglio nell'organizzazione delle competizioni, si notano due esperimenti di cui è difficile intendere la logica:
- è stato invertito l'ordine di 10.000 e 5.000: i 10.000 metri sono spostati alla fine del calendario. In questo modo chi fa i 10.000 non può fare la Maratona;
- è stato invertito l'ordine delle due gare di marcia: prima la 20 km e poi la 50 km. Diventerà una regola fissa.

Concorsi: avviene una svolta. Fino alla precedente edizione dei Giochi il programma dei concorsi terminava un giorno prima del Decathlon. Ora il programma è distribuito lungo l'arco delle nove giornate di gare. Disco e Giavellotto si disputano, rispettivamente, nella penultima e nell'ultima giornata.
Forse la novità più importante per la quale va ricordata Roma 1960 è che l'atletica leggera viene spostata dalla prima alla seconda settimana dei Giochi. Nella settimana di apertura viene collocato il Nuoto: i due sport principali dei Giochi si scambiano di posto. 

Da tempo le Olimpiadi durano, nel loro complesso, circa due settimane. Ebbene, nel passato i due sport principali dei Giochi si erano alternati come segue:
| Olimpiade     | Durata                | I settimana      | II settimana |
| ------------- | --------------------- | ---------------- | ------------ |
| IX Amsterdam  | 28 luglio - 12 agosto | Atletica         | Nuoto        |
| X Los Angeles | 30 luglio - 14 agosto | Atletica         | Nuoto        |
| XI Berlino    | 1-16 agosto           | Atletica         | Nuoto        |
| XIV Londra    | 29 luglio - 14 agosto | Atletica e Nuoto |              |
| XV Helsinki   | 19 luglio - 3 agosto  | Atletica         | Nuoto        |
| XVI Melbourne | 22 nov. - 8 dicembre  | Atletica         | Nuoto        |
| XVII Roma     | 25 agosto - 11 sett.  | Nuoto            | Atletica     |

La collocazione del Nuoto nella prima settimana e dell'Atletica leggera nella seconda diventerà uno standard.

## Nuovi record
I cinque record mondiali sono, per definizione, anche record olimpici.
| Nuovo record mondiale in       | 5 specialità:  | 200m, 400m, 1500m, 4x100 e 4x400.                                                                                          |
| Nuovo record olimpico in altre | 15 specialità: | 100m, 800m, 10.000, Maratona, 3000 siepi, 400h, Alto, Asta, Lungo, Triplo, Peso, Disco, Martello, Decathlon e Marcia 50km. |

## Risultati delle gare
| Specialità | Oro                                                                                | Risultato          | Argento                                                                              | Risultato          | Bronzo                                                                  | Risultato          | Dettagli            |
| --- | ---------------------------------------------------------------------------------- | ------------------ | ------------------------------------------------------------------------------------ | ------------------ | ----------------------------------------------------------------------- | ------------------ | ------------------- |
| 100 m | Armin Hary                                                                         | 10"2 (10"32)       | Dave Sime                                                                            | 10"2 (10"35)       | Peter Radford                                                           | 10"3 (10”42)       | Classifica completa |
| 200 m | Livio Berruti                                                                      | 20"5 (20"62)       | Lester Carney                                                                        | 20"6 (20"69)       | Abdoulaye Seye                                                          | 20"7 (20"83)       | Classifica completa |
| 400 m | Otis Davis                                                                         | 44"9 (45"07)       | Carl Kaufmann                                                                        | 44"9 (45"08)       | Malcolm Spence                                                          | 45"5 (45"60)       | Classifica completa |
| 800 m | Peter Snell                                                                        | 1'46"3 (1'46"48)   | Roger Moens                                                                          | 1'46"5 (1'46"55)   | George Kerr                                                             | 1'47"1 (1'47"25)   | Classifica completa |
| 1.500 m | Herb Elliott                                                                       | 3'35"6             | Michel Jazy                                                                          | 3'38"4             | István Rózsavölgyi                                                      | 3'39"2             | Classifica completa |
| 5.000 m | Murray Halberg                                                                     | 13'43"4 (13'43"76) | Hans Grodotzki                                                                       | 13'44"6 (13'45"01) | Kazimierz Zimny                                                         | 13'44"8 (13'45"09) | Classifica completa |
| 10.000 m | Pëtr Bolotnikov                                                                    | 28'32"2 (28'32"18) | Hans Grodotzki                                                                       | 28'37"0 (28'37"22) | Dave Power                                                              | 28'38"2 (28'37"65) | Classifica completa |
| 3.000 m siepi | Zdzisław Krzyszkowiak                                                              | 8'34"2 (8'34"30)   | Nikolaj Sokolov                                                                      | 8'36"4 (8'36"55)   | Semën Ržiščin                                                           | 8'42"2 (8'42"34)   | Classifica completa |
| 110 m ostacoli | Lee Calhoun                                                                        | 13"8 (13"98)       | Willie May                                                                           | 13"8 (13"99)       | Hayes Jones                                                             | 14"0 (14"17)       | Classifica completa |
| 400 m ostacoli | Glenn Davis                                                                        | 49"3 (49"51)       | Clifton Cushman                                                                      | 49"6 (49"77)       | Dick Howard                                                             | 49"7 (49"90)       | Classifica completa |
| Maratona | Abebe Bikila                                                                       | 2h15'16"2          | Rhadi Ben Abdesselam                                                                 | 2h15'41"6          | Barry Magee                                                             | 2h17'18"2          | Classifica completa |
| Marcia 20 km | Vladimir Golubničij                                                                | 1h34'07"2          | Noel Freeman                                                                         | 1h34'16"4          | Stan Vickers                                                            | 1h34'56"4          | Classifica completa |
| Marcia 50 km | Don Thompson                                                                       | 4h25'30"           | John Ljunggren                                                                       | 4h25'47"0          | Abdon Pamich                                                            | 4h27'55"4          | Classifica completa |
| Salto in alto | Robert Šavlakadze                                                                  | 2,16 m             | Valerij Brumel'                                                                      | 2,16 m             | John Thomas                                                             | 2,14 m             | Classifica completa |
| Salto con l'asta | Don Bragg                                                                          | 4,70 m             | Ron Morris                                                                           | 4,60 m             | Eeles Landström                                                         | 4,55 m             | Classifica completa |
| Salto in lungo | Ralph Boston                                                                       | 8,12 m             | Bo Roberson                                                                          | 8,11 m             | Igor' Ter-Ovanesjan                                                     | 8,04 m             | Classifica completa |
| Salto triplo | Józef Szmidt                                                                       | 16,81 m            | Vladimir Gorjaev                                                                     | 16,63 m            | Vitol'd Kreer                                                           | 16,43 m            | Classifica completa |
| Getto del peso | Bill Nieder                                                                        | 19,68 m            | Parry O'Brien                                                                        | 19,11 m            | Dallas Long                                                             | 19,01 m            | Classifica completa |
| Lancio del disco | Al Oerter                                                                          | 59,18 m            | Rink Babka                                                                           | 58,02 m            | Dick Cochran                                                            | 57,16 m            | Classifica completa |
| Lancio del martello | Vasilij Rudenkov                                                                   | 67,10 m            | Gyula Zsivótzky                                                                      | 65,79 m            | Tadeusz Rut                                                             | 65,64 m            | Classifica completa |
| Lancio del giavellotto | Viktor Cybulenko                                                                   | 84,64 m            | Walter Krüger                                                                        | 79,36 m            | Gergely Kulcsár                                                         | 78,57 m            | Classifica completa |
| Decathlon | Rafer Johnson                                                                      | 8.392 p.           | Yang Chuan-kwang                                                                     | 8.334 p.           | Vasilij Kuznecov                                                        | 7.809 p.           | Classifica completa |
| Staffetta 4×100 m | Squadra Unificata Tedesca Bernd Cullmann Armin Hary Walter Mahlendorf Martin Lauer | 39"5 (39"66)       | Unione Sovietica Gusman Kosanov Leonid Bartenev Jurij Konovalov Ėdvin Ozolin         | 40"1 (40"24)       | Regno Unito Peter Radford David Jones David Segal Nick Whitehead        | 40"2 (40"32)       | Classifica completa |
| Staffetta 4×400 m | Stati Uniti Jack Yerman Earl Young Glenn Davis Otis Davis                          | 3'02"2 (3'02"37)   | Squadra Unificata Tedesca Manfred Kinder Joachim Reske Johannes Kaiser Carl Kaufmann | 3'02"7 (3'02"84)   | Indie Occidentali George Kerr James Wedderburn Keith Gardner Mal Spence | 3'04"0 (3'04"13)   | Classifica completa |
| record mondiale; record olimpico; record mondiale stagionale; record africano; record asiatico; record europeo; record nord-centroamericano e caraibico; record sudamericano; record oceaniano; record nazionale; record personale; record personale stagionale. |                                                                                    |                    |                                                                                      |                    |                                                                         |                    |                     |

Statistiche
Dei 22 olimpionici vincitori di gare individuali a Melbourne, solo sette hanno lasciato l'attività agonistica, per un totale di otto ori (Vladimir Kuc vinse 5000 e 10000). Però due americani non si sono qualificati ai Trials, per un totale di tre ori (Bobby Morrow vinse 100 e 200 metri) e il vincitore dei 1500 si presenta sugli 800 metri. Dei rimanenti dieci campioni olimpici, solo tre riescono a confermarsi: Al Oerter, Lee Calhoun, Glenn Davis. 

Sono dieci i primatisti mondiali che vincono la loro gara a Roma, nelle seguenti specialità: 100 metri, 1500 metri, 400 ostacoli, 3000 siepi, Salto con l'asta, Lungo, Triplo, Peso e Decathlon.

Due atleti, Lee Calhoun (110 ostacoli) e Glenn Davis (400 ostacoli) sono gli unici che si presentano nella veste di campione in carica e di primatista mondiale. Entrambi vincono per la seconda volta il titolo.